# Diana Turbay
Diana Consuelo Turbay Quintero (Bogotá, 9 marzo 1950 – Medellín, 25 gennaio 1991) è stata una giornalista colombiana.

## Biografia

### Primi anni
Nacque a Bogotá, in Colombia, il 9 marzo 1950 da Julio César Turbay Ayala, politico del Partito Liberale e diplomatico nonché futuro Presidente della Colombia, e Nydia Quintero Turbay, filantropa, come seconda di quattro figli in una famiglia originaria del Libano; tra i suoi fratelli e sorelle si annoverano Julio César Turbay Quintero, avvocato e politico (divenuto poi Senatore della Repubblica e Revisore generale dei conti) e Claudia Turbay Quintero, giornalista e diplomatica. I genitori erano legati da un vincolo di parentela in quanto Julio César era fratello della madre di Nydia, ragion per cui il loro matrimonio fu celebrato clandestinamente e i due divorziarono nel 1983 (mentre il matrimonio fu annullato nel 1986 dalla Chiesa cattolica).
Studiò giurisprudenza presso il Collegio Maggiore di Nostra Signora del Rosario a Bogotá, dedicandosi parimenti al giornalismo, dirigendo il notiziario Criptón.
Si sposò una prima volta con Luis Francisco Hoyos Villegas, dal quale ebbe una figlia, María Carolina Hoyos Turbay (nata nel 1972); in seconde nozze sposò Miguel Uribe Londoño, da cui ebbe un figlio, Miguel Uribe Turbay (nato nel 1986).

### Rapimento e omicidio
Il 30 agosto 1990 fu rapita a Copacabana insieme ad alcuni colleghi, ovvero Azucena Liévano, Hero Buss, Richard Becerra, Orlando Acevedo e Juan Vitta, dal gruppo dei Los Extraditables, affiliati al cartello di Medellín di Pablo Escobar, per fare pressione sul Presidente colombiano César Gaviria affinché bloccasse l'entrata in vigore del trattato di estradizione con gli Stati Uniti d'America. Turbay e i suoi colleghi furono attirati attraverso l'organizzazione di una falsa intervista col guerrigliero Manuel Pérez Martínez, leader dell'Esercito di Liberazione Nazionale (ELN).
Durante un'operazione di salvataggio, condotta il 25 gennaio 1991 a Copacabana, fu colpita da alcuni proiettili al fegato e al rene sinistro, morendo tre ore dopo all'Ospedale generale di Medellín per arresto cardiaco e shock ipovolemico in seguito alle ferite riportate. Secondo la versione fornita dalla Policía Nacional, Turbay sarebbe stata uccisa dai suoi rapitori, sebbene la testimonianza di Jhon Jairo Velásquez abbia sostenuto che i colpi fatali siano stati sparati da un fucile appartenente alle forze militari e di polizia.
Fu sepolta successivamente presso i Jardines de Paz a Bogotá.

## Nella cultura di massa
La storia del suo rapimento è stata ripresa nel romanzo-reportage Notizia di un sequestro di Gabriel García Márquez, pubblicato nel 1996.
La sua figura è stata poi ripresa nelle serie televisive: Escobar: El Patrón del Mal (in cui è stata interpretata da Liesel Potdevin), Narcos (in cui è stata interpretata da Gabriela de la Garza) e Noticia de un Secuestro (in cui è stata interpretata da Majida Issa).